# Гершбройх
Гершбройх (нім. Herschbroich) — громада в Німеччині, розташована в землі Рейнланд-Пфальц. Входить до складу району Арвайлер. Складова частина об'єднання громад Аденау.
Площа — 7,27 км2. Населення становить 267 ос. (станом на 31 грудня 2020).